# Polska na Zimowym Pucharze Europy w Rzutach 2005
Polska na Zimowym Pucharze Europy w Rzutach 2005 – reprezentacja Polski podczas zawodów, które odbyły się 12 i 13 marca w tureckim mieście Mersin, liczyła dwóch zawodników i była najmniejszą w historii występów Polaków w zimowym pucharze Europy.

## Występy reprezentantów Polski

### Mężczyźni
- Pchnięcie kulą
  - Leszek Śliwa z wynikiem 19,17 zajął 6. miejsce (zwycięstwo w słabszej grupie B)
- Rzut dyskiem
  - Michał Hodun z wynikiem 54,80 zajął 20. miejsce